# Solness
Solness ist ein deutsches Filmdrama und Literaturverfilmung aus dem Jahr 2015 von Michael Klette nach den Motiven des Theaterstückes Baumeister Solneß von Henrik Ibsen.

## Handlung
Der in die Jahre gekommene bekannte Architekt Solness, Inhaber eines renommierten Architekturbüros, ist ausgepowert, kraftlos und ohne wirklich neue Ideen. Um sich in der Branche noch zu halten, engagiert er junge Architekten für seine Vorhaben. Darüber hinaus ist Solness an einer anscheinend unheilbaren Hirnkrankheit erkrankt, und seine zwei leiblichen Kinder sind bei einem Hausbrand umgekommen. Ebenso ist die Beziehung zu seiner Frau Aline zerrüttet, so dass möglicherweise eine Scheidung bevorsteht. Außerdem ist Solness offensichtlich noch mit weiteren Problemen belastet.
Vor etwa zehn Jahren soll er Hilde, die damals noch ein junges Mädchen war, versprochen haben, ein Königreich und ein Schloss für sie zu bauen. Als sich jetzt die junge Erwachsene und attraktive Frau meldet, und will, dass er sein Versprechen einlöst, macht dies es noch komplizierter. Der Stararchitekt kann sich längst nicht mehr an sie erinnern und weist sie zunächst ab. Hilde hängt sich dennoch unausweichlich manipulativ an Solness, nutzt dabei ihre Verführungskünste aus, und dadurch scheint sich sein Leben zu verändern. Im Laufe der Zeit mischen sich immer öfter Visionen und Realitäten miteinander. Am Ende weiß Solness keinen Ausweg mehr und beschließt, sich das Leben zu nehmen, indem er von einem seiner Bauobjekte vom Dach springt.

## Kritik
„Die in der Titelrolle brillant gespielte Adaption modernisiert geschickt die historische Vorlage und wendet die Konflikte angenehm unverkrampft ins Archetypische. Themen wie Alter, Krankheit und das Gefühl, Mitmenschen gegenüber nicht gerecht geworden zu sein, verbindet die Inszenierung mit kritischen Kommentaren zum Neoliberalismus sowie zur wirtschaftlichen Krise der Gegenwart“

## Produktion und Hintergrundinformationen
Solness wurde von der Schiwago Film GmbH in Kooperation mit Dog Ear Films und den Sendern ZDF, Arte, 3Sat produziert. Im Februar 2015 fanden in Berlin und Alta (Norwegen) die Dreharbeiten statt. Michael Klette, der hier auch zugleich als Filmregisseur und Drehbuchautor fungierte, versuchte, nach der literarischen Vorlage des norwegischen Dramatikers Henrik Ibsen von dem Theaterstück Baumeister Solneß eine zeitgemäße Adaption zu schaffen.
Ibsens Werk wurde schon mehrmals verfilmt. So wurde der Stoff 1981 unter anderem in Norwegen als Fernsehfilm unter dem Titel Byggmester Solness und der Regie von Terje Mærli verfilmt. 1984 wurde es auch schon mal in einer deutschen ZDF-Fernsehproduktionen von Peter Zadek als Baumeister Solness veröffentlicht.

## Veröffentlichung
Solness wurde erstmals am 30. November 2015 auf dem International Film Festival of India aufgeführt. Im deutschen Fernsehen hatte der Film am 14. April 2016 bei Arte seine Erstausstrahlung. Für den 23. Juni 2016 ist seine deutsche Kino-Premiere vorgesehen.